# Vater Rhein und seine Töchter

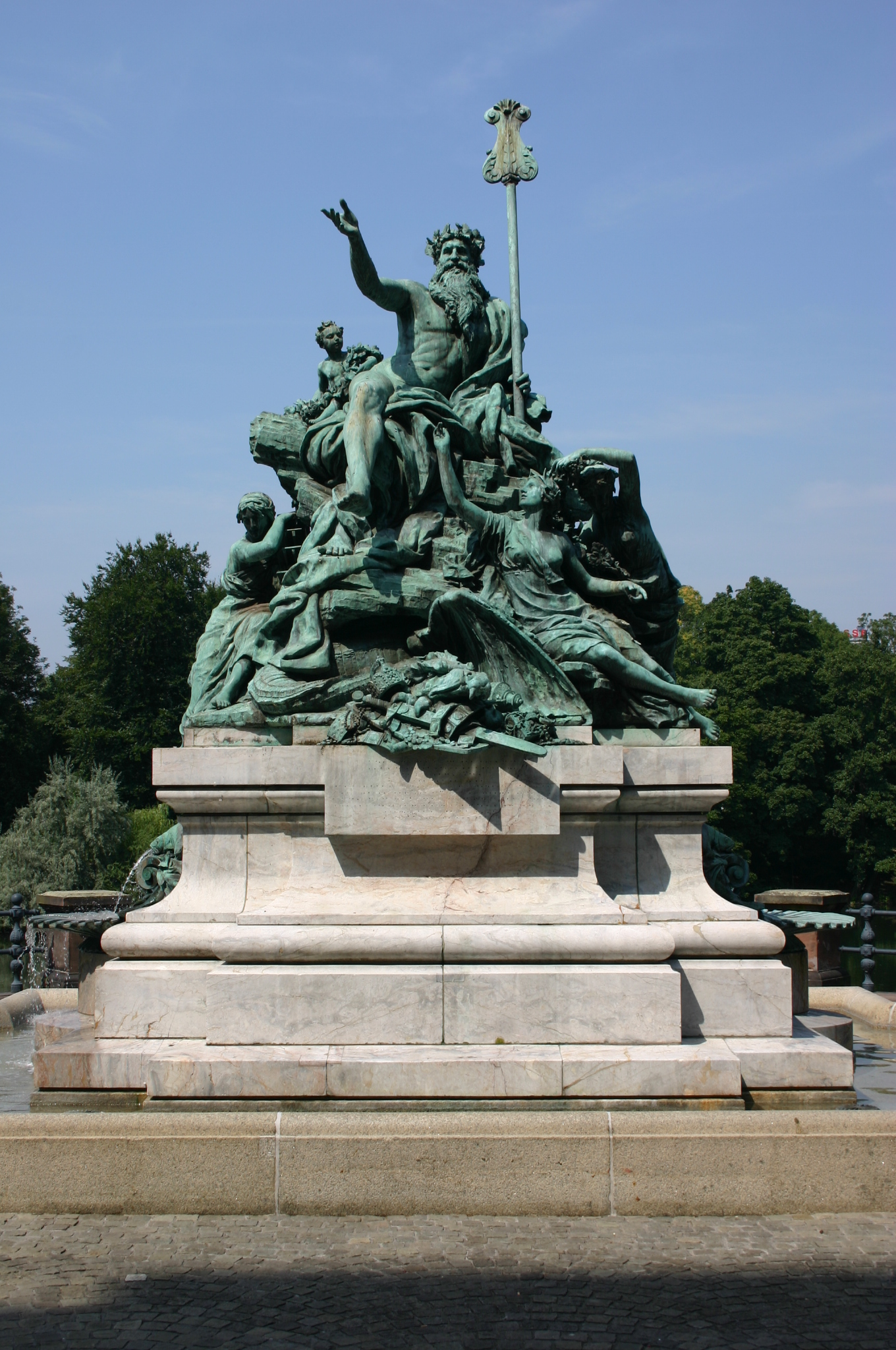
Brunnenplastik „Vater Rhein und seine Töchter“

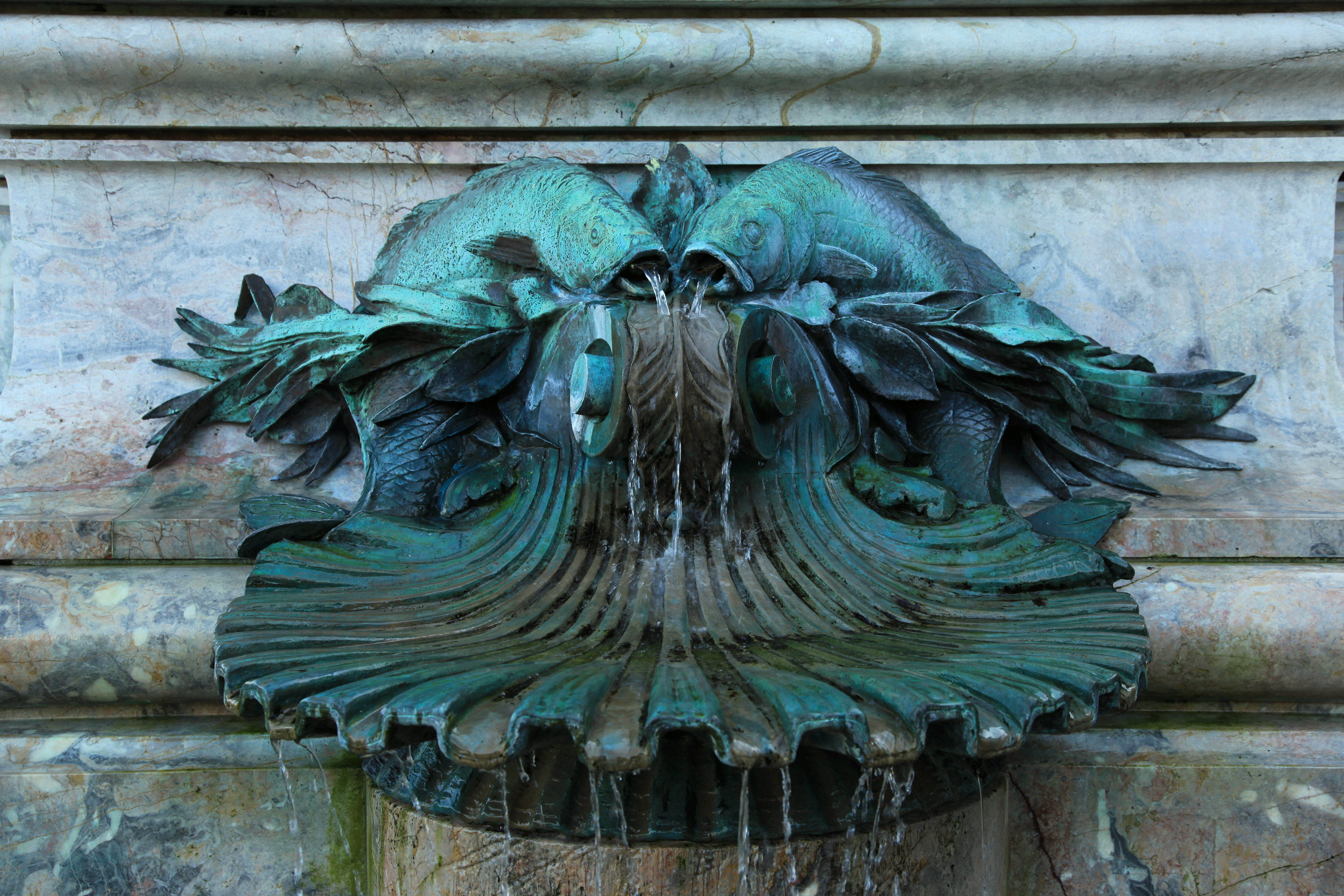
Brunnendetail: Plastik wasserspeiender Fische und Muschelschale

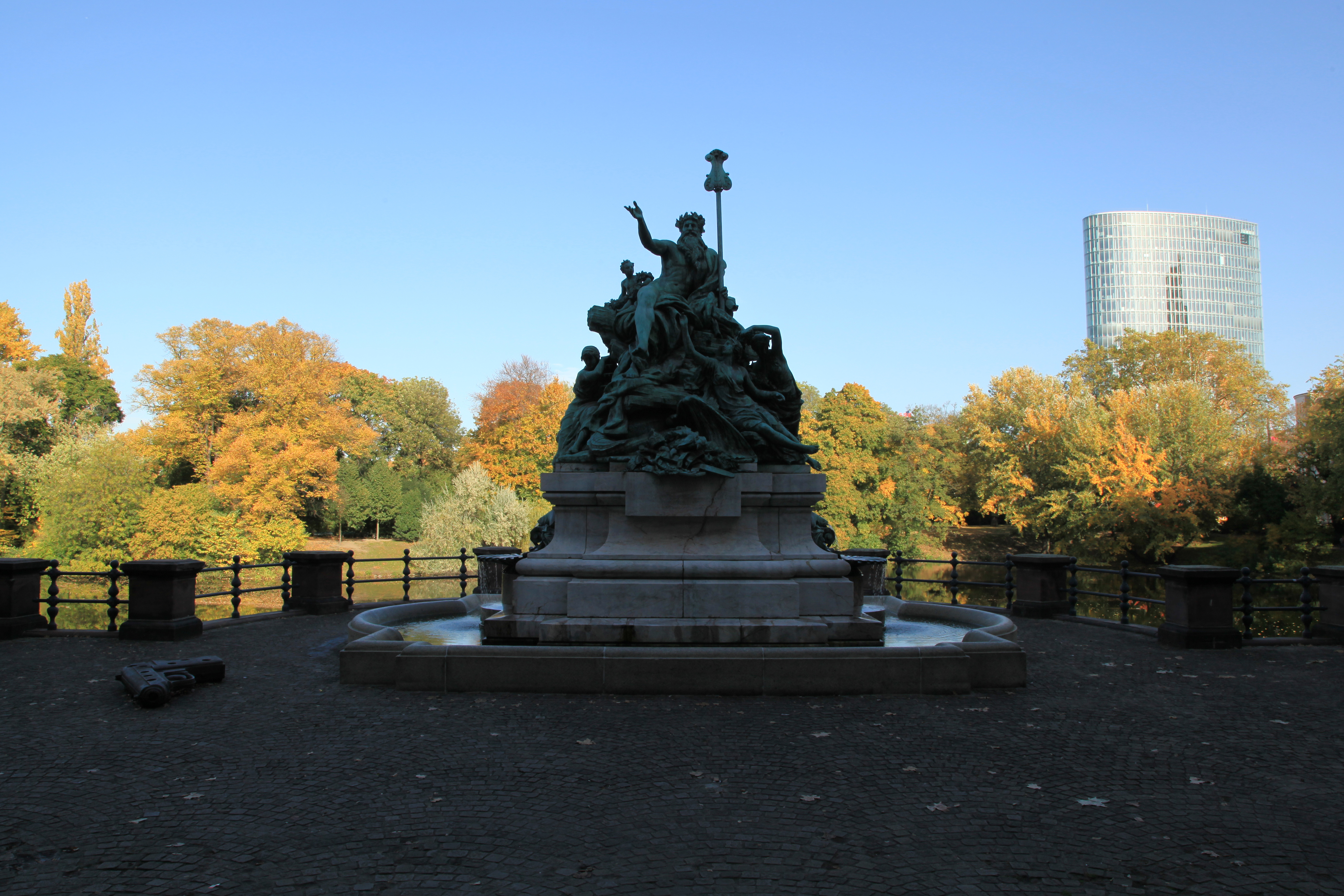
Gesamtansicht des Brunnens auf der Exedra vor dem Hintergrund der historischen Parkanlage am Kaiserteich

Die Brunnenplastik „Vater Rhein und seine Töchter“ in Düsseldorf-Unterbilk wurde von den Bildhauern Karl Janssen und Josef Tüshaus geschaffen und am 7. März 1897 enthüllt. Das Denkmal ist eine Allegorie des Rheins und repräsentiert die preußische Rheinprovinz. Es befindet sich vor deren Ständehaus auf einer Exedra, die in ein Gewässer, den Kaiserteich, hineinragt.

## Geschichte
Das neobarocke in Romantik, Historismus und Wilhelminismus wurzelnde Denkmal verdankt seine Entstehung dem Fest, das der Provinziallandtag der Rheinprovinz am 18. September 1884 für Kaiser Wilhelm I. und Kaiserin Augusta gaben. Die Anlage wurde zunächst als Innendekoration in Gips errichtet. Aufgrund des großen Anklangs in der Bevölkerung wurde einige Jahre später ein Bronzeguss in Auftrag gegeben. Am 7. März 1897 wurde dann das Denkmal als Zierbrunnen endgültig vor dem Ständehaus aufgestellt. Aufgrund der romantisch verklärenden Bezüge auf den Rhein und seine Sagenwelt zählt das Objekt zu den Zeugnissen der Rheinromantik.

## Beschreibung
Die Bronzeplastik stellt den „Vater Rhein“ auf einem Felsen dar, umgeben von vier weiblichen Idealgestalten und spielenden Putten. Zu Füßen liegt der Drache, der das Rheingold bewacht, den Nibelungenschatz, hier symbolisiert durch Reichskrone und Reichsschwert. Die allegorischen Frauengestalten, die „Töchter“, personifizieren Nebenflüsse des Rheins, zwei verkörpern zusätzlich die Malerei und Industrie, womit die Bildhauer auf die künstlerische Bedeutung der Rheinprovinz, insbesondere auf die Düsseldorfer Malerschule, und die Bedeutung der aufstrebenden Industrien an Rhein und Ruhr anspielten. Auf der Rückseite des Denkmals sind Bilder des Acker- und Weinbaus und der Fischerei zu sehen. Der Sockel zeigt wasserspeiende Fische und Muscheln und steht in einem Wasserbecken aus hellem Granit.